# Gustaf Robert Alfred Charpentier
Pour les articles homonymes, voir Alfred Charpentier et Charpentier (homonymie).
Gustaf Robert Alfred Charpentier (15 octobre 1839 à Hauho - 8 juillet 1914 à Hauho ) était un lieutenant-colonel, directeur de banque et sénateur finlandais,.

## Biographie
Gustaf Charpentier est le fils du lieutenant Robert Emil Gustaf Carl Charpentier (1810–1882) et d'Andreetta Fredrika Rotkirch.  
De 1851 à 1857, Gustaf Charpentier fréquente l'école des cadets de Hamina.
Il sert dans la 2e brigade d'artillerie de réserve en 1858–1863, dans la 2e brigade de cavalerie légère finlandaise en 1863–1867, dans la 22e brigade d'artillerie en 1867–1872 et était officier à l'école des cadets d'Hamina 1867–1872. 
Il est promu lieutenant en 1860, lieutenant en 1862, chef d'état-major en 1868, capitaine en 1870 et lieutenant-colonel en 1872. Gustaf Charpentier démissionne de l'armée en 1872, pour travailler dans les secteurs de la banque et des assurances,.
Gustav Charpentier est le directeur de la succursale à Hamina de la Suomen Yhdyspankki 1867-1872, caissier du siège social de la Suomen Yhdyspankki à Helsinki en 1872-1874,  directeur général des assurances Kaleva en 1874-1881 et président du conseil d'administration de la Société hypothécaire de Finlande (fi) en 1881-1884, membre du Directoire de la Banque de Finlande de 1884 à 1897. 
Il a aussi été président du conseil de surveillance de Landtmannabanken de 1910 à 1914, membre du conseil d'administration des assurances Kaleva de 1901 à 1911 et président du conseil d'administration de 1908 à 1911, et membre du conseil des administrateurs de la compagnie d'assurances Fennia de 1882 à 1889,.  
Gustaf Charpentier est membre du Département des finances du Sénat (c'est-à-dire sénateur), de 1897 à 1900 et a été responsable du Comité des finances du Sénat. 
Ensuite, il est directeur de la Banque agricole finlandaise de 1900 à 1902 et directeur de la succursale d'Helsinki de la Suomen Yhdyspankki de 1905 à 1906. 
Gustav Charpentier est président du Comité du droit bancaire en 1896 et président du Comité des banques de 1904 à 1905. 
À partir de 1882, il hérite de son père, le manoir d'Hahkiala à Hauho et le manoir de Linnainen à Vantaa dont il sera propriétaire de 1880 à 1897,.
Charpentier est marié à Adolfina Valeria Aschan de 1863 à 1907. 
Le chancelier de justice Axel Fredrik Charpentier est leur fils,.